# Prix René-Palyart
Le prix René-Palyart est une course hippique de trot monté se déroulant fin avril ou début mai sur l'hippodrome de Vincennes.
C'est une course de Groupe II réservée aux chevaux de 4 ans, hongres exclus, ayant gagné au moins 25 000 €.
Elle se court sur la distance de 2 175 mètres (grande piste), départ volté. L'allocation s'élève à 120 000 €, dont 54 000 € pour le vainqueur.
L'épreuve est créée en février 1948 et prend la place dans le calendrier du prix de Grenoble, un peu moins bien doté. Comme pour quelques autres semi-classiques créés à cette époque, la SECF honore l'un de ses commissaires, René Palyart, propriétaire-éleveur à Saint-Arnoult.

## Palmarès depuis 1962
| Année | Vainqueur                                                       | Père                                                            | Jockey                                                          | Entraîneur                                                      | Réd.km                                                          |
| ----- | --------------------------------------------------------------- | --------------------------------------------------------------- | --------------------------------------------------------------- | --------------------------------------------------------------- | --------------------------------------------------------------- |
| 2025  | Looping Day                                                     | Face Time Bourbon                                               | Anthony Barrier                                                 | Sébastien Guarato                                               | 1'11"6                                                          |
| 2024  | Kyt Kat                                                         | Booster Winner                                                  | Mathieu Mottier                                                 | Thomas Levesque                                                 | 1'11"1                                                          |
| 2023  | Jadrius de Guez                                                 | Shadow d'Odyssée                                                | Alexandre Abrivard                                              | Jean-Michel Bazire                                              | 1'10"5                                                          |
| 2022  | Ici C'est Paris                                                 | Dollar Macker                                                   | David Thomain                                                   | Philippe Allaire                                                | 1'11"                                                           |
| 2021  | Hegate Love                                                     | Bilibili                                                        | Alexandre Abrivard                                              | Laurent-Claude Abrivard                                         | 1'12"5                                                          |
| 2020  | Course non disputée (confinement lié à la pandémie de Covid-19) | Course non disputée (confinement lié à la pandémie de Covid-19) | Course non disputée (confinement lié à la pandémie de Covid-19) | Course non disputée (confinement lié à la pandémie de Covid-19) | Course non disputée (confinement lié à la pandémie de Covid-19) |
| 2019  | Fado du Chêne                                                   | Singalo                                                         | Paul-Philippe Ploquin                                           | Julien Le Mer                                                   | 1'12"1                                                          |
| 2018  | Exotica de Retz                                                 | Prodigious                                                      | Delphine Beaufils-Ernault                                       | Sébastien Ernault                                               | 1'12"3                                                          |
| 2017  | Dahlia du Rib                                                   | Oyonnax                                                         | Jean-Loïc-Claude Dersoir                                        | Joël Hallais                                                    | 1'12"5                                                          |
| 2016  | Cyprin d'Érable                                                 | Prodigious                                                      | David Thomain                                                   | Yannick-Alain Briand                                            | 1'13"3                                                          |
| 2015  | Booster Winner                                                  | Love You                                                        | Éric Raffin                                                     | Sébastien Guarato                                               | 1'12"2                                                          |
| 2014  | À Nous Deux                                                     | Goetmals Wood                                                   | Nathalie Henry                                                  | Ronny Kuiper                                                    | 1'12"7                                                          |
| 2013  | Valse Castelets                                                 | Memphis du Rib                                                  | David Thomain                                                   | Joël Hallais                                                    | 1'13"6                                                          |
| 2012  | Ungarou de Flore                                                | Orsy Dream                                                      | Alexandre Abrivard                                              | Michael-Jean Ruault                                             | 1'12"3                                                          |
| 2011  | Tina du Rib                                                     | Hulk des Champs                                                 | David Thomain                                                   | Joël Hallais                                                    | 1'12"7                                                          |
| 2010  | Surabaya Jiel                                                   | Goetmals Wood                                                   | Matthieu Abrivard                                               | Jean-Luc Dersoir                                                | 1'13"5                                                          |
| 2009  | Rex Normanus                                                    | Latinus                                                         | Yoann Lebourgeois                                               | Paul Viel                                                       | 1'14"                                                           |
| 2008  | Queen Jenilou                                                   | Képi Vert                                                       | Paul Marie                                                      | Cedric Beurel                                                   | 1'13"2                                                          |
| 2007  | Prince de Montfort                                              | Ipsos de Montfort                                               | Maxime Bézier                                                   | Sébastien Guarato                                               | 1'13"3                                                          |
| 2006  | Ouatine d'Ostal                                                 | Fleuron Perrine                                                 | Maxime Bézier                                                   | Maxime Bézier                                                   | 1'13"4                                                          |
| 2005  | Nottingham Forest                                               | Quadrophénio                                                    | Nathalie Henry                                                  | Frédéric Prat                                                   | 1'13"8                                                          |
| 2004  | Migraine                                                        | Alligator                                                       | Nathalie Henry                                                  | Bernard Desmontils                                              | 1'14"4                                                          |
| 2003  | Lann Bihoué                                                     | Ténor de Baune                                                  | Louis Baudron                                                   | Michel Donio                                                    | 1'14"7                                                          |
| 2002  | Kérido du Donjon                                                | Coktail Jet                                                     | Philippe Masschaele                                             | Jean-Luc Janvier                                                | 1'15"6                                                          |
| 2001  | Jackpot du Relais                                               | Podosis                                                         | Laurent-Claude Abrivard                                         | Laurent-Claude Abrivard                                         | 1'16"8                                                          |
| 2000  | Idéal de l'Iton                                                 | Cygnus d'Odyssée                                                | Michel Lenoir                                                   | Michel Roussel                                                  | 1'16"8                                                          |
| 1999  | Holly du Locton                                                 | Viking's Way                                                    | Jean-Paul Piton                                                 | Philippe Allaire                                                | 1'16"7                                                          |
| 1998  | Gai Brillant                                                    | Podosis                                                         | Jean-Philippe Mary                                              | Philippe Allaire                                                | 1'18"5                                                          |
| 1997  | Fort Pile                                                       | Ouragon                                                         | Jean-Loïc-Claude Dersoir                                        | Joël Hallais                                                    | 1'18"3                                                          |
| 1996  | Easy to Drive                                                   | Royal Ludois                                                    | Jean-Philippe Mary                                              | Jean-Claude Mariette                                            | 1'17"7                                                          |
| 1995  | Dingue de Moi Dresden                                           | Paso Fino Tarass Boulba                                         | Jean-Marie Monclin Jean-Philippe Mary                           | Jean-Claude Morin Jean-Étienne Dubois                           | 1'18"1                                                          |
| 1994  | Cumina                                                          | Minou du Donjon                                                 | François Roussel                                                | Jean-Pierre Dubois                                              | 1'17"5                                                          |
| 1993  | Bambina                                                         | Quioco                                                          | Jean-Pierre Thomain                                             | Jean-Pierre Dubois                                              | 1'18"3                                                          |
| 1992  | Athos du Houlbet                                                | Marco Bonheur                                                   | Alain Laurent                                                   | Paul Viel                                                       | 1'18"5                                                          |
| 1991  | Val de l'Orne                                                   | Chambon P                                                       | Michel Lenoir                                                   | Jan Kruithof                                                    | 1'18"8                                                          |
| 1990  | Ursulo de Crouay                                                | Mivus                                                           | Philippe Gillot                                                 | Joël Hallais                                                    | 1'23"8                                                          |
| 1989  | Tristan d'Essarts                                               | Jiosco                                                          | Alain Laurent                                                   | Stig Engberg                                                    | 1'19"2                                                          |
| 1988  | Sem Kervaden                                                    | Haut de Bellouet                                                | Paul Delanoë                                                    | Paul Delanoë                                                    | 1'19"1                                                          |
| 1987  | Ramage                                                          | Firstly                                                         | Alain Sionneau                                                  | Guy-Maurice Dreux                                               | 1'20"3                                                          |
| 1986  | Quavolta                                                        | Vasco                                                           | Yves Dreux                                                      | Jean-Pierre Blot                                                | 1'21"8                                                          |
| 1985  | Pink Star                                                       | Volnay II                                                       | Jean-Claude Hallais                                             | Paul Essartial                                                  | 1'20"2                                                          |
| 1984  | Ogino                                                           | Vasco                                                           | Gérard Raulline                                                 | Bernard Raulline                                                | 1'19"1                                                          |
| 1983  | Noiraud des Étangs                                              | Darold II                                                       | Alain Sionneau                                                  | Yves Portois                                                    | 1'20"8                                                          |
| 1982  | Mesta                                                           | Ura                                                             | Alain Laurent                                                   | Stig Engberg                                                    | 1'20"2                                                          |
| 1981  | Levorino                                                        | Kerjacques                                                      | Alain Laurent                                                   | Stig Engberg                                                    | 1'18"8                                                          |
| 1980  | Kali Baba                                                       | Ali Baba                                                        | Michel Chauvin                                                  | Rik Depuydt                                                     | 1'20"6                                                          |
| 1979  | Jeune Orange                                                    | Chambon P                                                       | Alain Sionneau                                                  | Gaston Peltier                                                  | 1'20"7                                                          |
| 1978  | Istraeki                                                        | Paléo                                                           | Michel-Marcel Gougeon                                           | Roger Ledoyen                                                   | 1'21"3                                                          |
| 1977  | Hurgo                                                           | Ursin L                                                         | Jean-Claude Hallais                                             |                                                                 | 1'21"4                                                          |
| 1976  | Gazon                                                           | Quasipyl                                                        | Gérard Mascle                                                   |                                                                 | 1'22"2                                                          |
| 1975  | Foudre                                                          | Lucky Williams                                                  | Hervé David                                                     |                                                                 | 1'22"6                                                          |
| 1974  | Elpénor                                                         | Quioco                                                          | Jean Mary                                                       |                                                                 | 1'21"1                                                          |
| 1973  | Diamant P                                                       | Quatt Cent Trois                                                | Alain Laurent                                                   |                                                                 | 1'21"8                                                          |
| 1972  | Chantore                                                        | Mario                                                           | Louis Sauvé                                                     |                                                                 | 1'21"3                                                          |
| 1971  | Bamba                                                           | Grenadier IV                                                    | André Bourcier                                                  |                                                                 | 1'21"2                                                          |
| 1970  | Arbella                                                         | Harold D III                                                    | Gérard Mascle                                                   |                                                                 | 1'21"8                                                          |
| 1969  | Vaissa                                                          | Écusson                                                         | François Brohier                                                |                                                                 | 1'21"3                                                          |
| 1968  | Unifrance                                                       | Lucky Williams                                                  | Patrick Céran Maillard                                          |                                                                 | 1'22"7                                                          |
| 1967  | Tabriz                                                          | Feu Follet X                                                    | Pierre Giffard                                                  |                                                                 | 1'21"5                                                          |
| 1966  | Seddouk                                                         | Carioca II                                                      | Gérard Mascle                                                   |                                                                 | 1'22"4                                                          |
| 1965  | Royal Boy VT                                                    | Hermès D                                                        | Louis Sauvé                                                     |                                                                 | 1'22"5                                                          |
| 1964  | Quioco                                                          | Vermont                                                         | Gougeon                                                         |                                                                 | 1'21"6                                                          |
| 1963  | Pinochle                                                        | Quinio                                                          | Marcel Perlbarg                                                 |                                                                 |                                                                 |
| 1962  | Op ! RA                                                         | Hernani II                                                      | René Fabre                                                      |                                                                 | 1'23"5                                                          |